# Mistrzostwa panamerykańskie w boksie
Mistrzostwa panamerykańskie w boksie – zawody w boksie, w którym biorą udział państwa z całej Ameryki. Pierwsze zawody zostały rozegrane w 1925 roku w Stanach Zjednoczonych. Po wojnie zostały wznowione, począwszy od 1990 roku. Rywalizacja kobiet wkroczyła w 2001 roku, a w 2017 roku po raz pierwszy na mistrzostwach pojawili się razem mężczyźni i kobiety.

## Mężczyźni
| Rok  | Edycja                           | Miejsce                   | Data                         |
| ---- | -------------------------------- | ------------------------- | ---------------------------- |
| 1925 | Mistrzostwa Panamerykańskie 1925 | Boston, Stany Zjednoczone | 6 maja                       |
| 1926 | Mistrzostwa Panamerykańskie 1926 | Buenos Aires, Argentyna   | 12–15 maja                   |
| 1937 | Mistrzostwa Panamerykańskie 1937 | Dallas, Stany Zjednoczone | 12–14 sierpnia               |
| 1938 | Mistrzostwa Panamerykańskie 1938 | Buenos Aires, Argentyna   | 19 października–11 listopada |
| 1990 | Mistrzostwa Panamerykańskie 1990 | Barquisimeto, Wenezuela   |                              |
| 1993 | Mistrzostwa Panamerykańskie 1993 | Salinas, Portoryko        |                              |
| 1994 | Mistrzostwa Panamerykańskie 1994 | Buenos Aires, Argentyna   | 27 sierpnia–3 września       |
| 1997 | Mistrzostwa Panamerykańskie 1997 | Medellín, Kolumbia        | 3–7 września                 |
| 2001 | Mistrzostwa Panamerykańskie 2001 | San Juan, Portoryko       | 14–18 sierpnia               |
| 2005 | Mistrzostwa Panamerykańskie 2005 | Teresópolis, Brazylia     | 27 września–2 października   |
| 2008 | Mistrzostwa Panamerykańskie 2008 | Cuenca, Ekwador           | 4–8 czerwca                  |
| 2009 | Mistrzostwa Panamerykańskie 2009 | Meksyk, Meksyk            | 22–26 lipca                  |
| 2010 | Mistrzostwa Panamerykańskie 2010 | Quito, Ekwador            | 15–19 czerwca                |
| 2013 | Mistrzostwa Panamerykańskie 2013 | Santiago, Chile           | 29 sierpnia–2 września       |
| 2015 | Mistrzostwa Panamerykańskie 2015 | Vargas, Wenezuela         | 17–22 sierpnia               |
| 2017 | Mistrzostwa Panamerykańskie 2017 | Tegucigalpa, Honduras     | 10–18 czerwca                |

## Kobiety
| Rok  | Edycja                                  | Miejsce                          | Data                |
| ---- | --------------------------------------- | -------------------------------- | ------------------- |
| 2001 | Mistrzostwa Panamerykańskie Kobiet 2001 | Scranton, Stany Zjednoczone      | 12–13 października  |
| 2005 | Mistrzostwa Panamerykańskie Kobiet 2005 | Buenos Aires, Argentyna          | 29 marca–3 kwietnia |
| 2006 | Mistrzostwa Panamerykańskie Kobiet 2006 | Buenos Aires, Argentyna          | 1–7 czerwca         |
| 2007 | Mistrzostwa Panamerykańskie Kobiet 2007 | Durán, Ekwador                   | 5–9 października    |
| 2008 | Mistrzostwa Panamerykańskie Kobiet 2008 | Port-of-Spain, Trynidad i Tobago | 3–7 października    |
| 2009 | Mistrzostwa Panamerykańskie Kobiet 2009 | Guayaquil, Ekwador               | 5–8 października    |
| 2010 | Mistrzostwa Panamerykańskie Kobiet 2010 | Brasília, Brazylia               | 6–10 sierpnia       |
| 2012 | Mistrzostwa Panamerykańskie Kobiet 2012 | Cornwall, Kanada                 | 4–7 kwietnia        |
| 2013 | Mistrzostwa Panamerykańskie Kobiet 2013 | Puerto la Cruz, Wenezuela        | 16–19 maja          |
| 2014 | Mistrzostwa Panamerykańskie Kobiet 2014 | Guadalajara, Meksyk              | 23–27 września      |
| 2016 | Mistrzostwa Panamerykańskie Kobiet 2016 | Santa Cruz, Boliwia              | 12–16 kwietnia      |
| 2017 | Mistrzostwa Panamerykańskie 2017        | Tegucigalpa, Honduras            | 10–18 czerwca       |
| 2018 | Mistrzostwa Panamerykańskie Kobiet 2018 | Vargas, Wenezuela                | 12–14 września      |